# Geraldine von Apponyi

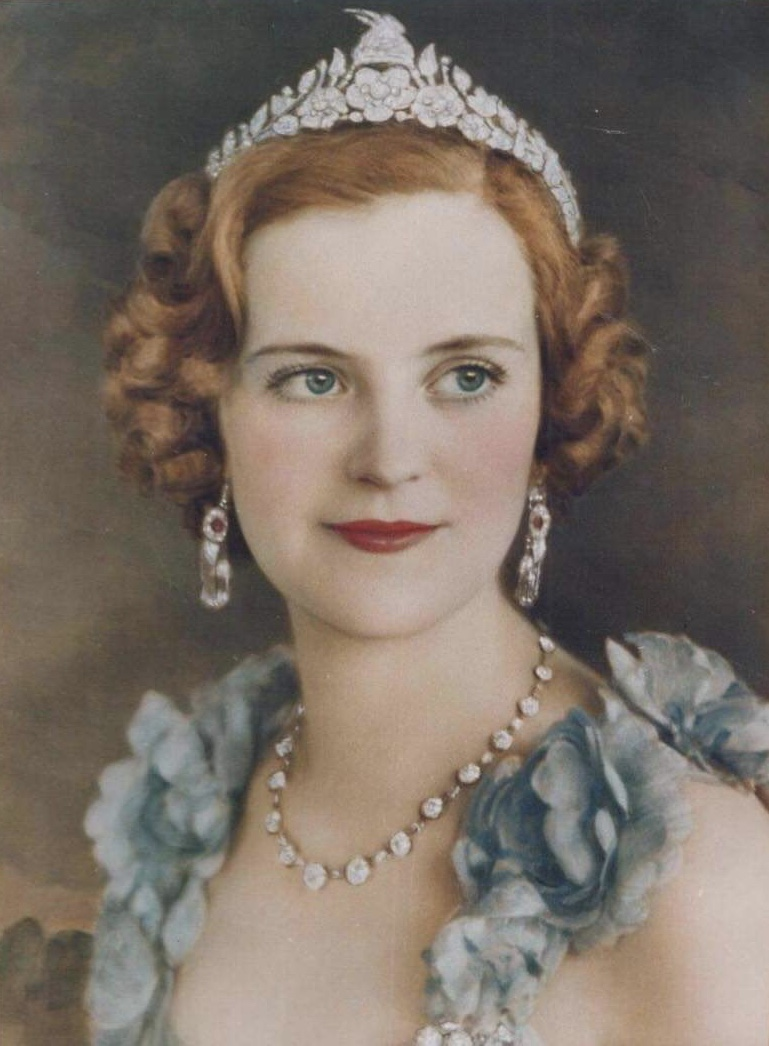
Königin Geraldine von Albanien (1938)

Geraldine Margit Virginia Olga Mária Gräfin Apponyi de Nagy-Appony (* 6. August 1915 in Budapest; † 22. Oktober 2002 in Tirana) war die Königin Albaniens.

## Leben

### Familie
Sie wurde als erstes Kind des Grafen Julius Apponyi de Nagy-Appony (1873–1924) und der Amerikanerin Gladys Virginia Stewart (1891–1947) geboren. Die Grafen Apponyi sind ein altes ungarisches Adelsgeschlecht. Geraldine hatte zwei Geschwister: Virginia (1916–2002) und Julius (1923–1946). Nach dem Tod des Vaters heiratete die Mutter einen französischen Offizier. Die Verwandtschaft verlangte hingegen, dass die Kinder in Ungarn aufwachsen. Daher besuchte sie die Sacré-Coeur-Schule in Pressbaum und verbrachte die Ferien bei der Großmutter in Budapest.

### Königin von Albanien

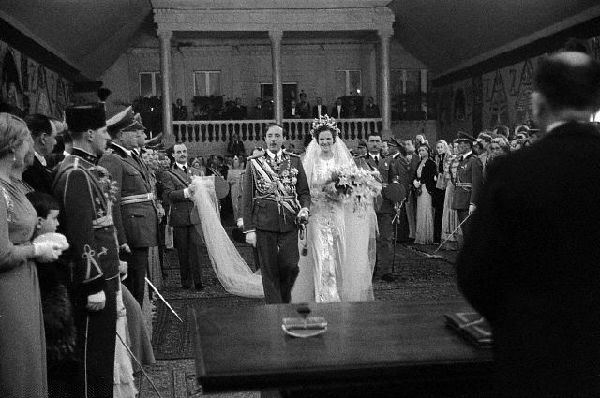
Hochzeit am 27. April 1938

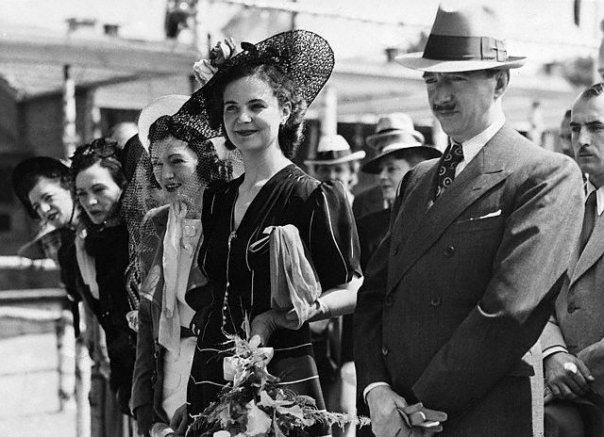
Geraldine Gräfin Apponyi de Nagy-Appony mit ihrem Gatten 1939 in Schweden

Die Familie geriet allmählich in finanzielle Nöte. Das Schloss im heute slowakischen Appony musste verkauft werden. Geraldine, die als eine der schönsten Adligen ihrer Zeit galt, arbeitete im Kiosk des Ungarischen Nationalmuseums in Budapest und nahm häufig an den Bällen der adligen Oberschicht teil, als sie gefragt wurde, ob sie Gemahlin des albanischen Königs werden wolle. Der um 20 Jahre ältere König Zogu I. von Albanien war schon seit längerem auf der Suche nach einer Frau.
Seine Suche hatte sich nicht einfach gestaltet, da die potentielle Gemahlin einerseits dem europäischen Hochadel entstammen sollte, um seine eigene niederadlige Herkunft aufzuwerten, andererseits nicht aus einem Land kommen durfte, das machtpolitische Interessen an Albanien hatte. Zogu hatte sich am 1. September 1928 zum König der Albaner proklamieren lassen. Von 1925 bis zu seiner Königsproklamation war er Präsident des Landes gewesen. Zuvor hatte er einige Ministerposten inne, unter anderem Innenminister und Kriegsminister.
Sein Staat war in finanzielle und politische Abhängigkeit Italiens geraten. Die Heirat sollte helfen, sich aus der außenpolitischen Abhängigkeit zu lösen. Innenpolitisch erhoffte sich der muslimische Zogu mit der Heirat einer Katholikin Widerstände der christlichen Bevölkerungsminderheit abzubauen.
Geraldine wurde auf Grund einer Fotografie mit ihrem Porträt, die Zogu gesehen hatte, über Silvester 1937 nach Tirana eingeladen, wo sie seinem Heiratsantrag stattgab.
Gräfin Geraldine und König Zogu I. heirateten am 27. April 1938 in der albanischen Hauptstadt Tirana. Trotz kultureller Unterschiede – der Papst hatte der Eheschließung seine Einwilligung versagt – soll sich die Königin schnell am kleinen albanischen Hof eingelebt und die Herzen der Bevölkerung erobert haben. In ausgedehnten Reisen wurde ihr das Land gezeigt und sie nahm die Loyalitätsbekundungen königstreuer Beys entgegen.
Am 5. April 1939 gebar Königin Geraldine einen Sohn, Leka I. Nur zwei Tage später landeten italienische Soldaten an der albanischen Küste und besetzten das Land.

### Exil
Die königliche Familie floh mit einem Teil des Staatsschatzes nach Griechenland. Während des Zweiten Weltkriegs hielt sie sich in Paris, später in London auf. Zogu I. versuchte, eine Exilregierung und Kontakte nach Albanien aufzubauen, scheiterte jedoch damit.
Der königliche Gemahl betrat nie mehr albanischen Boden. In den 1950er Jahren lebte die königliche Familie als Gast von König Faruq in Ägypten. Wegen der albanischen Abstammung seiner Dynastie fühlte sich der ägyptische Regent mit Albanien verbunden. Nach seinem Sturz zog die Familie an die französische Côte d’Azur. Nachdem Zogu bereits in Ägypten schwer erkrankt war, starb er am 9. April 1961 in einem Krankenhaus bei Paris an Magenkrebs.
Für Geraldine folgten weitere Jahre des Exils in Spanien und später in Südafrika bei ihrem Sohn, Kronprinz Leka, der dort als Geschäftsmann lebte.

### Rückkehr nach Albanien und Tod
In den Wirren nach dem Ende der kommunistischen Regierung in Albanien sagte Kronprinz Leka, dass er die Monarchie weiterführen wolle. 1993 besuchte er zum ersten Mal wieder seine Heimat, wurde aber nach einem vierundzwanzigstündigen Aufenthalt des Landes verwiesen, da er mit einem „königlichen“ Pass eingereist war, den er selbst hergestellt hatte.
Am 15. Juni 2002 meldete der Pressedienst des königlichen Hauses von Albanien die endgültige Rückkehr der ganzen königlichen Familie von Albanien in ihre Heimat an. So konnte Königin Geraldine mit ihrer Familie am 28. Juni 2002 nach 64 Jahren des Exils wieder albanischen Boden betreten.
Am 22. Oktober 2002 starb Königin Geraldine von Albanien im Militärkrankenhaus von Tirana.